# Сидоров, Анатолий Фёдорович
Анато́лий Фёдорович Си́доров (30 марта 1933, Ленинград — 31 марта 1999, Екатеринбург)— советский и российский математик, академик Российской академии наук (1991), бывший директор Института математики и механики в Екатеринбурге.

## Биография
Родился 30 марта 1933 года в Ленинграде.
В 1950 году поступил на математико-механический факультет ЛГУ, который окончил с отличием.
В 1955 году А. Ф. Сидоров в составе группы математиков был отправлен в город Саров для работы в ВНИИЭФ, потом во вновь созданный ВНИИТФ в городе Снежинске. Предварительно группа прошла стажировку в Отделе прикладных исследований МИАН (ныне Институт прикладной математики РАН) под руководством Н. Н. Яненко.
С 1963 года А. Ф. Сидоров — заведующий отделом прикладных задач в Свердловском отделении Математического института имени В. А. Стеклова (позднее — Институт математики и механики Уральского отделения АН СССР-РАН), а с 1993 года А. Ф. Сидоров — директор Института.
Академик РАН (1991), член-корреспондент АН СССР (1987), доктор физико-математических наук (1969).
Основные направления научной деятельности: аналитические методы исследования краевых задач в газовой динамике и гидродинамике и численные методы решения сложных краевых задач механики сплошной среды. В частности, А. Ф. Сидоровым впервые выведены уравнения тройных волн, построены серии точных решений, доказаны теоремы о примыкании бегущих волн различных рангов, развиты методы специальных и характеристических рядов для нелинейных задач газовой динамики, с помощью которых решены задачи об истечении газа в вакуум из замкнутых объёмов, о разрушении потенциальных течений, о распространении ударных волн.
Научную работу сочетал с педагогической деятельностью в качестве профессора Уральского государственного университета (с 1971 года), где на протяжении многих лет читал спецкурсы по аналитическим и численным методам решения задач механики сплошной среды и проводил большую работу по подготовке высококвалифицированных кадров. Он был организатором кафедры параллельных компьютерных технологий УрГУ при ИММ УрО РАН и её заведующим.
Награждён орденом Трудового Красного Знамени и двумя медалями.
Скончался 31 марта 1999 года. Похоронен в Екатеринбурге на Широкореченском кладбище.

## Известные адреса
Екатеринбург, улица Мамина-Сибиряка, 137